# Gran Premi de les Amèriques 1991
El Gran Premi de les Amèriques 1991, anomenat també GP Telegobe fou la 4a edició del Gran Premi de les Amèriques. La cursa es disputà el 6 d'octubre de 1991, sent el vencedor final el belga Eric Van Lancker que s'imposa per davant de Steven Rooks i Martin Earley.
Va ser la desena cursa de la Copa del Món de ciclisme de 1991.

## Classificació final
|    | Ciclista            | Equip               | Temps      |
| -- | ------------------- | ------------------- | ---------- |
| 1  | Eric Van Lancker    | Panasonic-Sportlife | 5h 54' 15" |
| 2  | Steven Rooks        | Buckler-Colnago     | m. t.      |
| 3  | Martin Earley       | PDM-Concorde        | m. t.      |
| 4  | Mauro Gianetti      | Helvetia-La Suisse  | m. t.      |
| 5  | Robert Millar       | Z                   | m. t.      |
| 6  | Tony Rominger       | Toshiba             | m. t.      |
| 7  | Maurizio Fondriest  | Panasonic-Sportlife | m. t.      |
| 8  | Adri van der Poel   | Tulip Computers     | + 1'02"    |
| 9  | Edwig Van Hooydonck | Buckler-Colnago     | m. t.      |
| 10 | Marc Madiot         | RMO                 | m. t.      |